# Haus Hertefeld

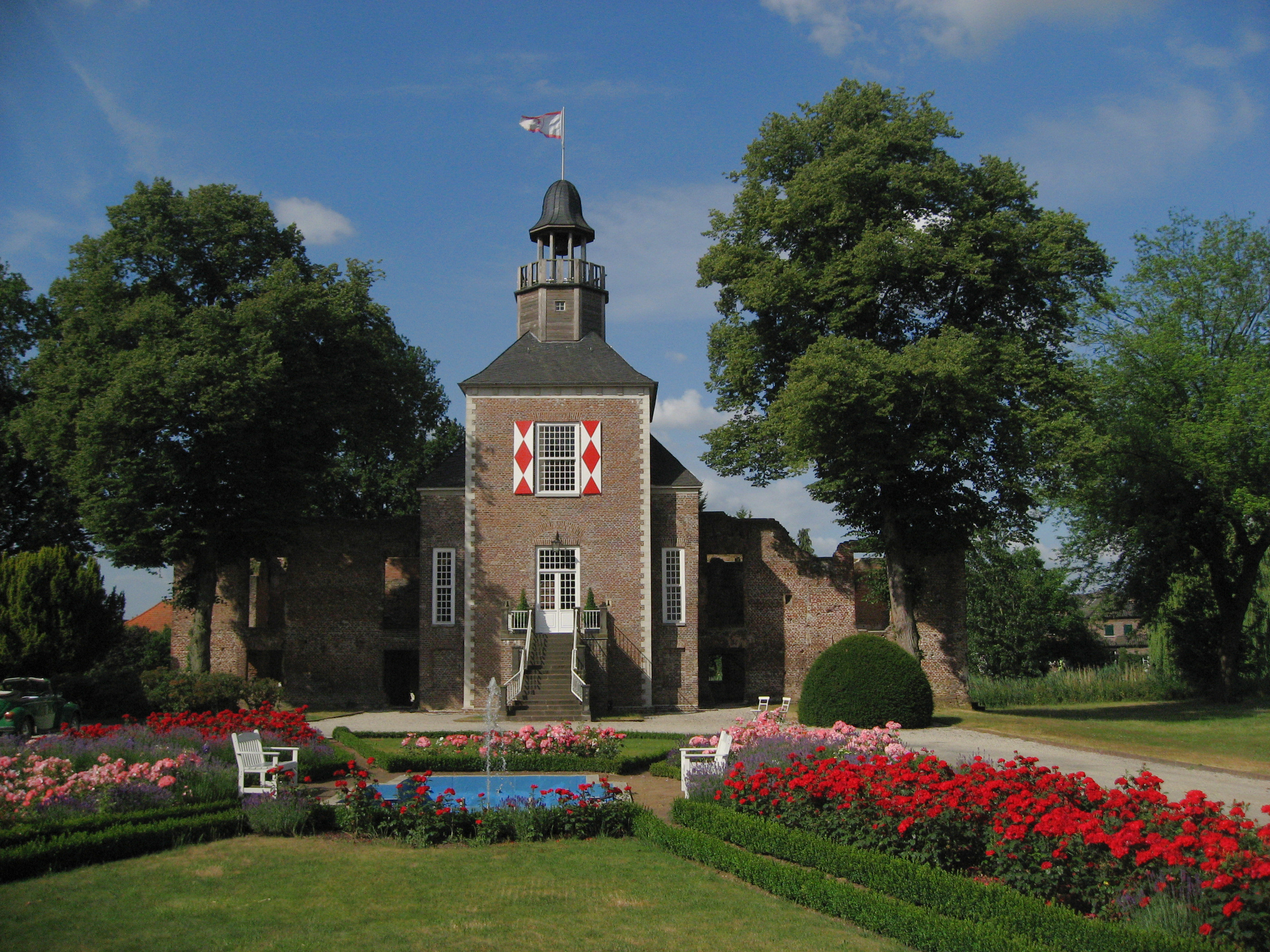
Haus Hertefeld heute

Die Anlage von Haus Hertefeld, heute bestehend aus einer Schlossruine und einem Renteigebäude samt Park, steht im Ortskern der Gemeinde Weeze (Kreis Kleve) in Nordrhein-Westfalen. Sie geht auf einen Rittersitz aus dem 14. Jahrhundert zurück. 

## Bewohner und Besitzer
1322 fand das Haus Hertefeld erstmals als Rittersitz Erwähnung. Es liegt jedoch nahe, dass die Familie gleichen Namens schon wesentlich länger dort ansässig war, denn bereits 1179 wird ein Theodoricus de Hertevelde urkundlich genannt.
Im 14. Jahrhundert war Haus Hertefeld Mittelpunkt einer eigenständigen Herrschaft, doch die Unabhängigkeit ging in den folgenden Jahren durch eine immer enger werdende Bindung an die Grafschaft Kleve verloren. Wilhelm von Hertefeld verkaufte die Herrschaft samt dem Haus 1322 an Graf Dietrich VII. von Kleve. 1358 erhielten die Herren von Hertefeld, namentlich Johan von Hertefeld, das Haus samt der Herrschaft als klevisches Lehen wieder zurück.

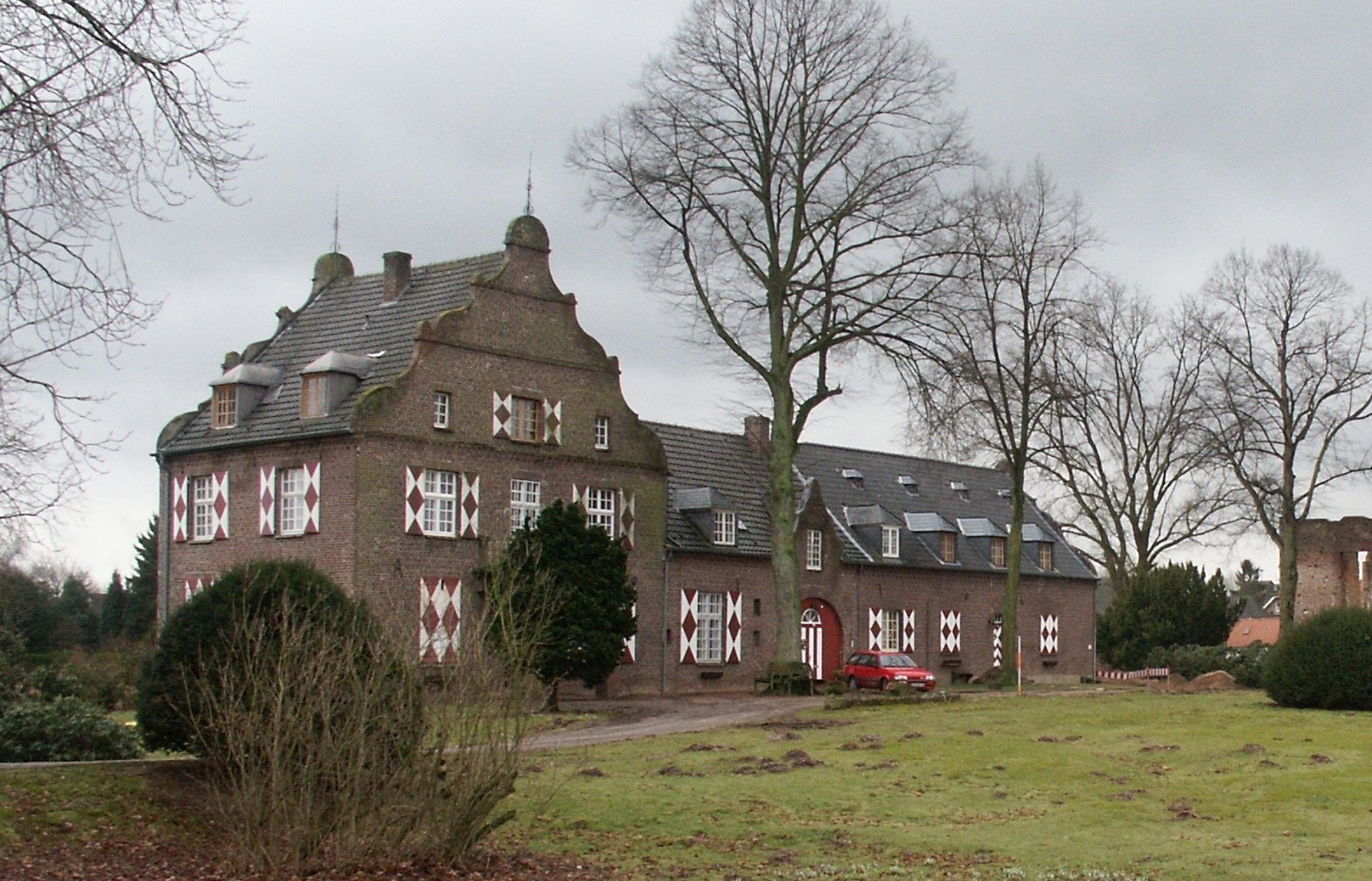
Das Renteigebäude von Haus Hertefeld (2005)

Als dessen Nachfahre Stephan IV. 1485 starb, teilte sich die Familie durch seine beiden Söhne in zwei Linien. Während die ältere Linie unter Stephan VI. durch Heirat das Haus Kolk in Uedem erwarb, blieb die jüngere Linie unter Heinrich im Besitz des Hauses Hertefeld. Heinrichs Enkel Arnd von Hertefeld, der ab 1585 Besitzer des Hauses war, stellte es der heimlichen, reformierten Gemeinde Weeze für Gottesdienste zur Verfügung.
Mit Arnds Sohn Johan Elbert von und zu Hertefeld starb der Familienzweig aus. Vor seinem Tod hatte Johan Elbert das Anwesen 1637 an seinen Stiefbruder Elbert von Steenhaus verpfändet. Als dieser in finanzielle Schwierigkeiten geriet, erwarb sein Verwandter Jobst Gerhard von Hertefeld zum Kolk Hertefeld und vereinigte damit den Besitz der beiden Familienlinien wieder. Zu jener Zeit umfassten die umfangreichen Besitzungen der Hertefelds neben Uedem und Weeze auch die Burg Boetzelaer, Haus Hönnepel, Burg Kervenheim und Haus Zelem.
Jobst Gerhards Vater hatte durch gute Beziehungen zum brandenburgischen Kurfürsten Friedrich Wilhelm den Besitz Liebenberg in der Mark Brandenburg erworben und anschließend zum Hauptwohnsitz seiner Familie gemacht. Sein Neffe, Samuel von und zu Hertefeld, wurde von Friedrich I. in den Reichsfreiherrenstand erhoben. Der Preußenkönig logierte während seiner niederrheinischen Inspektionsreisen stets auf Hertefeld, war damit aber nicht der einzige prominente Gast in Weeze. Auch Zar Alexander I. hat dort schon übernachtet.
Mit Freiherr Karl von und zu Hertefeld starb die Familie 1867 im Mannesstamm aus, so dass der Besitz an seine Großnichte Alexandrine fiel. Sie war verheiratet mit Philipp Conrad Graf zu Eulenburg und brachte Hertefeld damit in die Familie der Grafen zu Eulenburg. Alexandrine und ihr Sohn Philipp erhielten vom Kaiser 1898 die Erlaubnis, ergänzend den Freiherrentitel zu führen.
Jener Philipp war Duzfreund und enger Berater Kaiser Wilhelms II., der ihn 1900 in den Fürstenstand erhob. Durch einen Grafentitel – verliehen vom schwedischen König – nannten sich die Familienoberhäupter fortan „Fürst zu Eulenburg und Hertefeld, Graf von Sandels“. Philipp machte nur wenige Jahre später Schlagzeilen, als er in der Harden-Eulenburg-Affäre in das Schussfeld des einflussreichen Publizisten Maximilian Harden geriet. In mehreren Prozessen musste er sich des Vorwurfs der Homosexualität erwehren, wurde jedoch nie verurteilt.
Alexandrines Enkel, Botho Sigwart, war das erste Familienmitglied, das Hertefeld wieder für längere Zeit bewohnte. Er komponierte dort die Oper Die Lieder des Euripides, die 1915 am königlichen Hoftheater Stuttgart uraufgeführt wurde.
Da das Schloss Liebenberg am Ende des Zweiten Weltkriegs im Rahmen der so genannten Bodenreform enteignet wurde, kehrte die Fürstenfamilie nach Hertefeld an den Niederrhein zurück. Die Anlage ist heute noch in ihrem Besitz.

## Baugeschichte

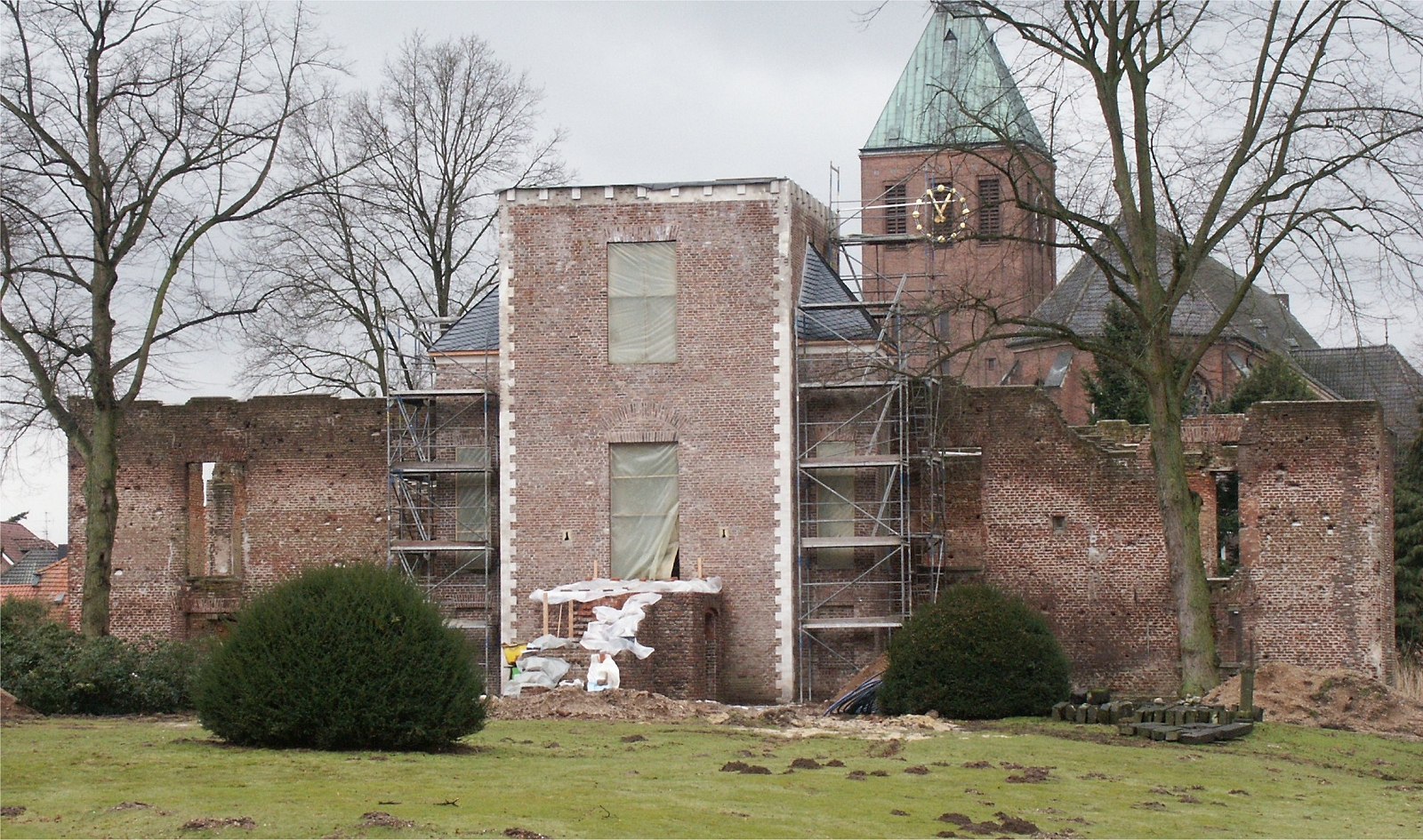
Die Schlossruine während der Restaurierung (2005)

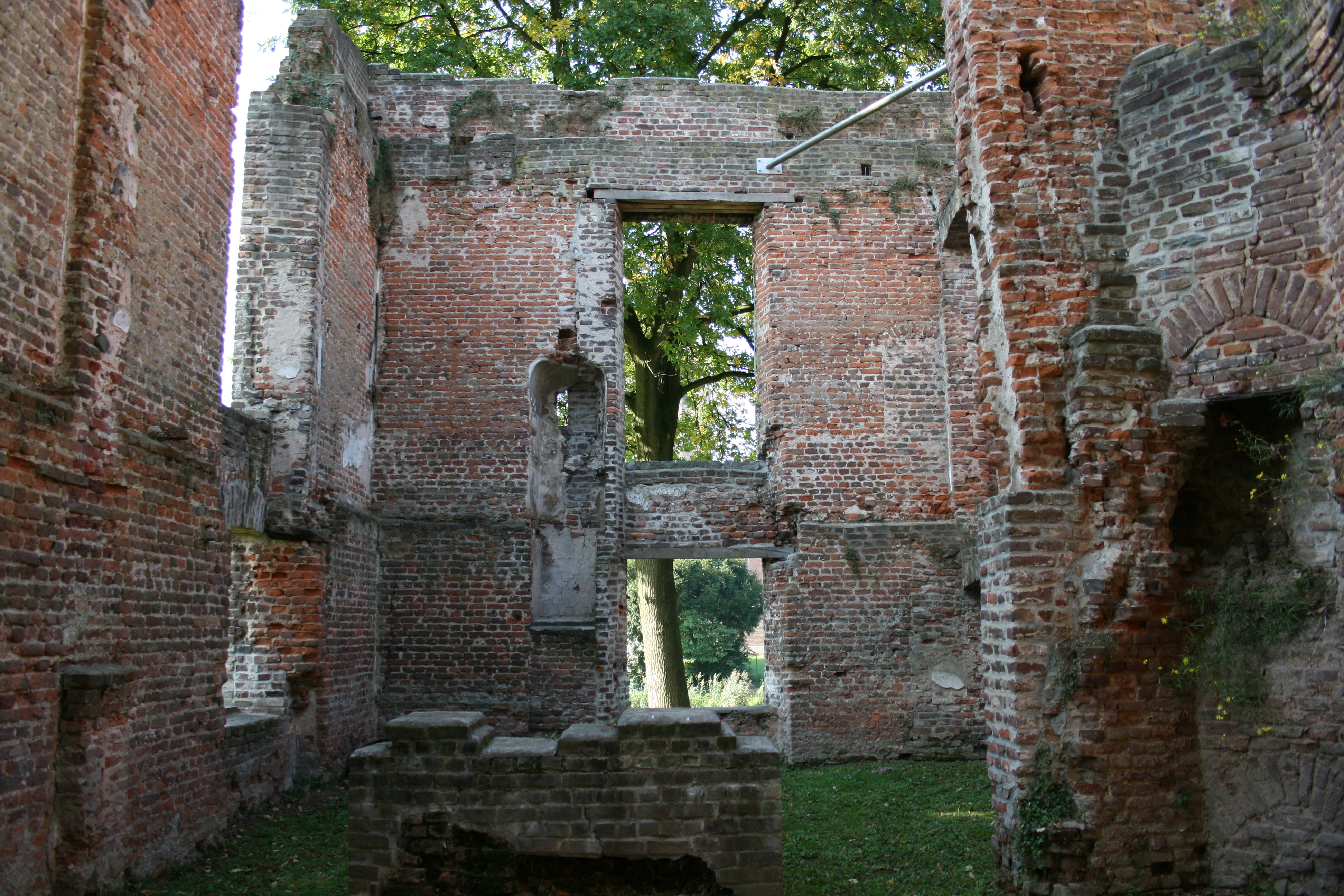
Die verbliebene Ruine

Das Denkmalensemble Hertefeld besteht heute aus der teilwiedererrichteten Schlossruine, dem erhaltenen Renteigebäude sowie den Wächterhäusern in einem etwa fünf Hektar großen Park. Auf dem Grundstück befinden sich zudem der frühere Wirtschaftshof und ein kleiner Tierpark.
Archäologische Funde belegen eine Nutzung des Areals seit dem 13. Jahrhundert. Der Vorgängerbau der heutigen Schlossruine, bei dem ist es sich aller Wahrscheinlichkeit nach um einen Wohnturm oder ein Burghaus handelte, stammte aus dem 14. Jahrhundert. Um 1500 entstand ein giebelständiger Anbau, dessen Obergeschoss ein fast sechs Meter hoher repräsentativer Saal bildete.
Um 1600 wurde der Kernbau aus dem 14. Jahrhundert durch einen Torturm mit Miniaturschlüsselscharten ersetzt.
Samuel von und zu Hertefeld gab der Anlage durch Umbauten und Erweiterungen ihre heutige Grundform. Er ließ das Haupthaus 1700 zu einem barocken Schloss umgestalten und 1706 das Renteigebäude errichten. Über ein symmetrisches Pendant zu diesem wurde zwar nachgedacht, jedoch nicht ausgeführt. Der Hauptbau erhielt zwei Seitenflügel, denen Walmdächer aufgesetzt wurden, der dreistöckige, risalitartig vorspringende Torturm eine barocke Haube. Flankiert wurde der Turm an beiden Seiten von kleinen Treppentürmen. Ebenerdig wurden Funktionsräume eingerichtet, während das Hochparterre Wohnräume – sämtlich mit Kamin ausgestattet – mit drei Meter hohen Fenstern beherbergte. An der Nordseite des Areals wurde eine barocke Gartenanlage im französischen Stil angelegt. Das Herrenhaus war allseitig von Gräften umgeben und nur über eine Holzbrücke zu erreichen, während auf einer Vorinsel die unregelmäßig gestaltete Vorburg lag.
Die in späterer Zeit folgenden Veränderungen waren nur marginal oder dienten zur Erhaltung der Anlage. Im ersten Drittel des 18. Jahrhunderts erhielt der Torturm schmale Seitentürmchen. Gleichzeitig wurden die großen, unwirtschaftlichen Fenster im Obergeschoss des Haupthauses verkleinert.
Ab 1904 erfolgte durch Fürst Philipp eine Renovierung der Anlage. Das Gebäude erhielt eine Dampfheizung, der Torturm eine Freitreppe, und an der Nordseite des Parks entstanden zwei Wächterhäuser.
Im Februar 1945 wurde das Schloss in Kriegswirren niedergebrannt. Auch die Rentei wurde stark beschädigt, konnte aber 1946 durch Fürst Friedrich-Wend wieder bewohnbar gemacht werden. Die seit Jahrzehnten verlandeten Wassergräben (einige davon wurden schon zu Beginn des 19. Jahrhunderts verfüllt) bildeten die Grundflächen für die Neuanlage eines Parks im englischen Landschaftsstil, in den Teile des alten französischen Gartens integriert wurden.

## Haus Hertefeld heute

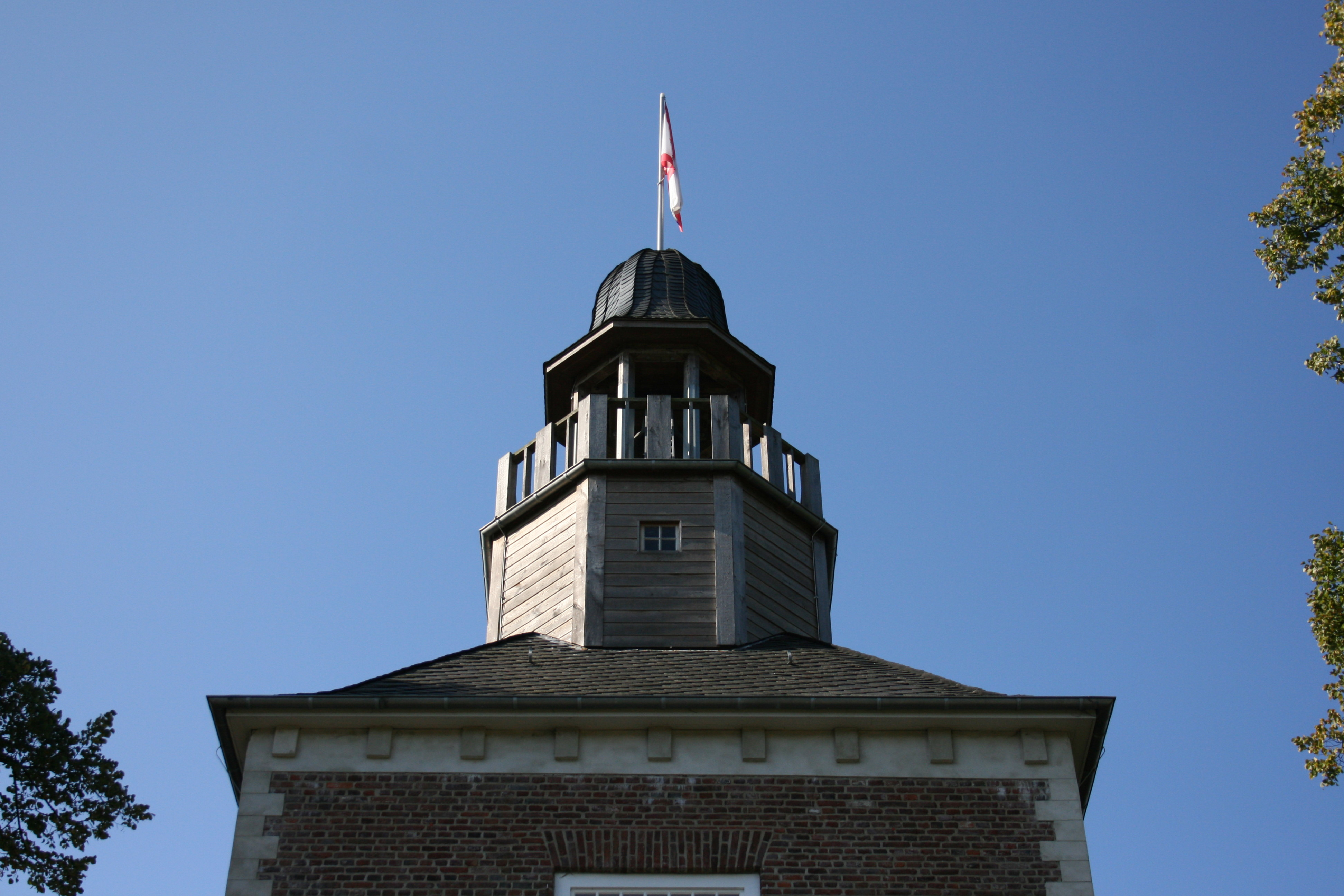
Barocke Turmhaube

Von 1998 bis 2006 erfolgte eine schrittweise Restaurierung der Anlage. Einer Idee aus dem Jahre 1947 folgend, wurde die verbliebene Bausubstanz der Schlossruine im Zuge einer Mustersicherung untersucht und zum Teil wiederaufgebaut. Sowohl der Mitteltrakt des Gebäudes als auch der historische Hauptturm wurden wiedererrichtet. Letzterer erhielt im April 2005 in Anlehnung an eine Zeichnung Jan de Beijers von 1734 die Nachbildung seiner barocken Haube zurück, die aus gut zehn Tonnen Eichenholz gezimmert worden war, und gleichzeitig eine 280 Kilo schwere Bronzeglocke, die neben dem Hertefelder Wappen die Jahreszahl 2004 und die Inschrift „Gottes Wort bleibt ewig“ trägt.
Auch der einst zugewucherte Park der Anlage wurde wiederhergestellt.
Haus Hertefeld befindet sich unverändert in privater Familienhand. Schlossruine, Rentei, Wächterhäuser und Schlosspark stehen jedoch Besuchern für Übernachtungen, Veranstaltungen, (standesamtliche) Trauungen und Konferenzen zur Verfügung.